# Jansen-Werft

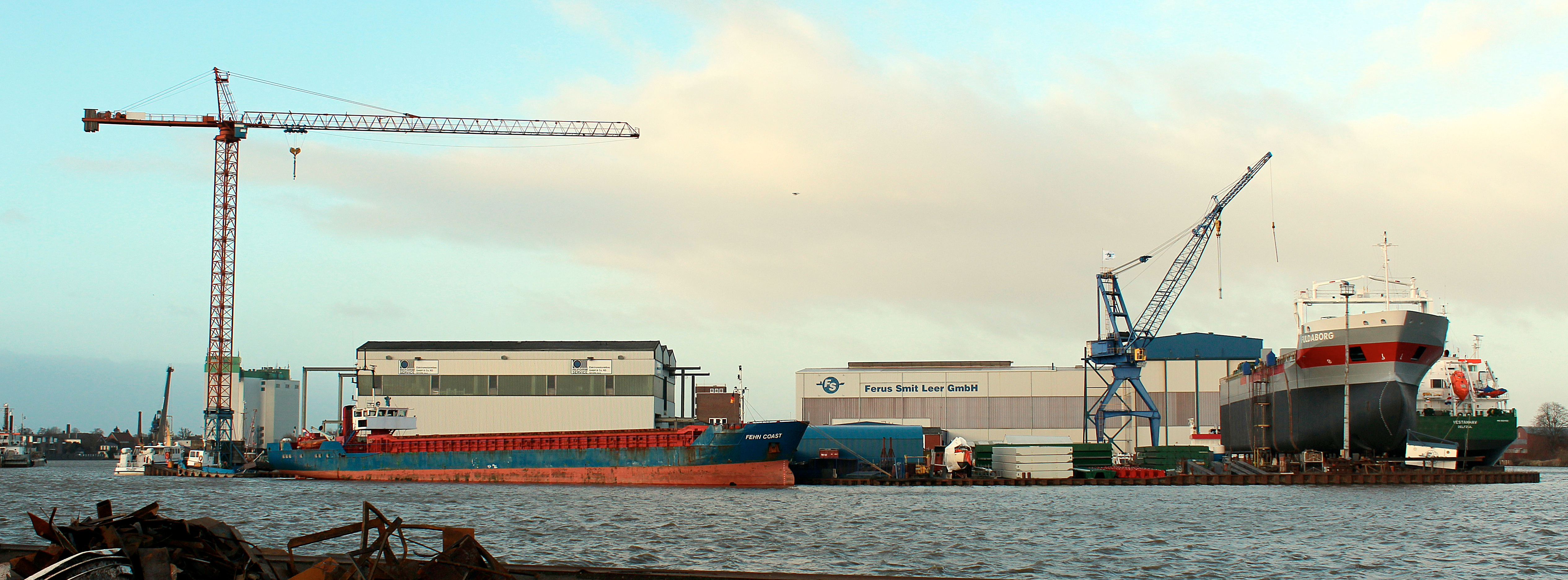
Vue du chantier naval en tant que Ferus Smit Leer (2012)

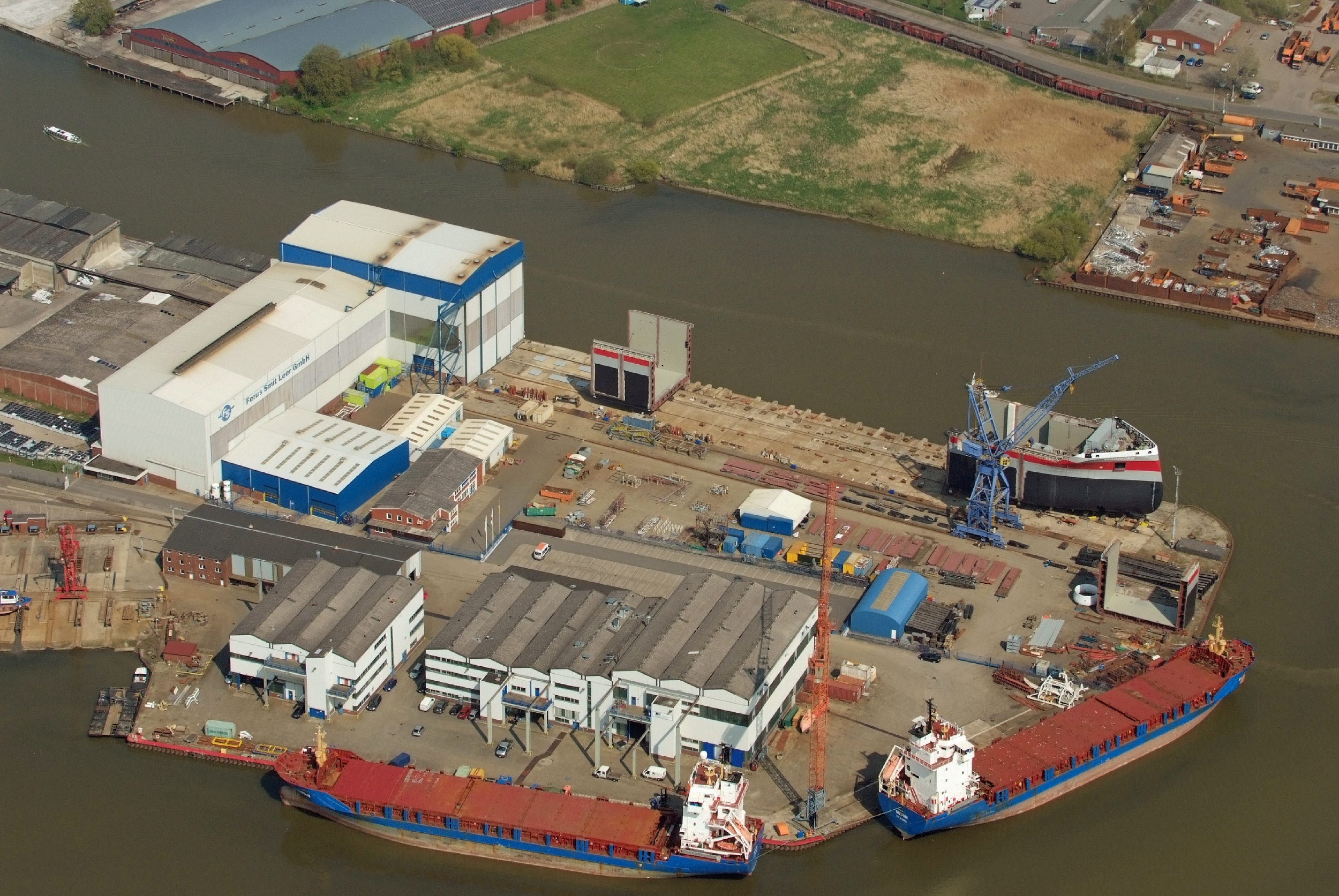
Vue aérienne du chantier naval en 2013

Martin Jansen GmbH & Co. KG, Schiffswerft und Maschinenfabrik était un chantier naval situé à Leer, en Frise orientale, en Allemagne.

## Historique
L’entreprise a été fondée en 1926 par Martin Jansen et Karl Kronenberg, tous deux maîtres mécaniciens de l’Emden Nordseewerke, à Westrhauderfehn. Elle a fonctionné comme une entreprise familiale jusqu’à sa faillite en 1987. Dans un premier temps, l’accent a été mis sur la motorisation de petits bateaux pour le transport maritime, dans le cadre d’une loi d’aide d’urgence pour les petits bateliers de la part du gouvernement du Reich. Le premier nouveau bâtiment fut le cargo Henriette, construit en 1927. Cependant, les remorqueurs et les bateaux à fond plat achetés aux Pays-Bas ont également été convertis et motorisés pour la navigation dans les vasières locales. En outre, d’autres travaux mécaniques ont également été réalisés, tels que la motorisation de stations de pompage et d’éoliennes (pour lesquelles de nouvelles pales en acier ont également été construites). Kronenberg quitte l’entreprise en 1931.
En 1950, le chantier naval déménage à Leer vers un site sur la Nesse, où Jansen a pu construire des navires plus grands. À l’origine, il existait une cale de mise à l'eau, mais elle a été détruite, puis reconstruite. Deux hangars temporaires servaient de bureaux et de stockage. Les deux premières unités construites étaient deux Weselmann Kümos. Au départ, le chantier employait une cinquantaine d’ouvriers et lançait des navires jusqu’à 70 mètres de long et 720 tonnes de port en lourd. Bientôt, l’entreprise de réparation navale du maître forgeron Reintsema a également été reprise et en 1952, la cale a été étendue à 104 mètres de long.
Le fondateur de l’entreprise Martin Jansen est décédé en 1953, peu de temps après la livraison lors de l’essai du chantier naval de la nouvelle Isabella. L’entreprise a été reprise par son fils Kurt Jansen. Dans les années 1950 et 1960, le chantier naval était surtout connu pour ses « navires à paragraphe », des caboteurs qui exploitaient autant que possible les directives d’arpentage existantes. Les Höegh Vedette, avec lesquels la construction navale d’exportation a commencé, et la série Holland, une série de dix caboteurs, dont la plupart ont été construits pour le compte de compagnies maritimes néerlandaises, sont particulièrement remarquables pour cette période. À la fin des années 1960, l’entreprise employait déjà 300 personnes. Bientôt, le chantier naval a également commencé à construire une large gamme de navires spéciaux, en particulier des navires hauturiers et de recherche, mais aussi des navires de pêche, des navires de transport lourd ou des ferries, et a même développé des pétroliers de gaz et de produits chimiques. En 1974, l’entreprise avait 400 employés. Elle a été convertie en société en commandite et, en 1975, le fils de Kurt Jansen, Ingo Jansen, a rejoint l’entreprise. La même année, a été inaugurée à Leer une écluse agrandie atteignant 180 mètres de long et 26 mètres de large, ce qui a permis de construire l’année suivante une nouvelle cale transversale pour les navires jusqu’à 150 mètres de long. Dans les années 1982 à 1985, malgré la crise des chantiers navals, la construction navale se poursuivait à grande échelle. Plusieurs nouveaux halls et autres installations ont été inaugurés sur le site du chantier naval.
À la fin de 1986, le chantier naval, qui compte alors 500 employés, avait encore son carnet de commande plein. Cependant, un règlement judiciaire est demandé en mai 1987, en raison de difficultés financières causées par l’annulation en avril d’une importante commande de nouveaux navires en provenance d’Iran. En conséquence, il n’y a pas eu de nouvelles constructions lancées en raison de l’annulation des crédits des banques et de l’absence d’octroi d’une garantie de l’État, de sorte que la faillite a finalement été déclarée le 1er juillet 1987. Le refus d’accorder la garantie de l’État s’explique par un bilan falsifié d’environ 7,5 millions de marks allemands.
Au cours de ses 61 années d’existence, l’entreprise a construit et livré plus de 190 navires, dont près de 160 navires de haute mer, pour un total d’environ 160 000 tonneaux de jauge brute.

## Après la faillite
Dans les années qui ont suivi la faillite, un différend a éclaté au sujet de la pérennité du chantier naval. D’une part, l’ancien service maritime du chantier naval Jansen a été réactivé en novembre 1988 sous le nom d’INO Schiffahrtskontor sous la direction d’Ingo Jansen afin de fournir des conseils et du courtage de nouveaux projets de construction. D’autre part, en novembre 1988, les avocats hambourgeois Zenk, Tippenhauer et Osmer ont acquis le chantier naval et ses installations afin d’y ouvrir un parc industriel. Plus tard, diverses entreprises métallurgiques se sont installées sur le site du chantier naval. La cale de mise à l’eau a été exploitée comme un chantier de réparation pendant un certain temps, et le chantier naval Leda Yachtbau a travaillé dans un hall pendant quelques années. En novembre 1996, le chantier naval Schlömer a déménagé d’Oldersum vers le site de Jansen et y a travaillé jusqu’à sa fermeture à l’été 2002. Par la suite, le chantier naval de Nesse de la compagnie maritime Briese Schiffahrt s’est installé sur le site, mais il a dû fermer à nouveau en 2007 en raison de la réduction du volume des commandes à la suite de la crise financière. Aujourd’hui, l’entreprise Ferus Smit, basée à Westerbroek, continue d’utiliser les installations du chantier naval comme site de construction navale.